# Камбіло Арлі Миколайович
Камбіло Арлі Миколайович (нар. 19 квітня 1997, Київ, Україна) — український професійний боєць змішаних єдиноборств (MMA), майстер спорту міжнародного класу з бойового самбо, майстер спорту України з самбо, рукопашного бою та комбат дзю-дзюцу.

## Біографія
З дитинства займався дзюдо, згодом перейшов до бойового самбо та змішаних єдиноборств.
Перший професійний бій у ММА провів у 2019 році. Виступає у ваговій категорії до 77 кг. Має рекорд 3–1 на професійному рівні.
Станом на червень 2025 року готується до претендентського бою в організації TFL.

## Досягнення
- Майстер спорту України міжнародного класу з бойового самбо[4]
- Майстер спорту України з:
  - самбо
  - рукопашного бою
  - комбат дзю-дзюцу
- Чемпіон Європи з бойового самбо[5]
- Чемпіон України з панкратіону
- Чемпіон України з бойового самбо